# راندي باس
راندي باس هو لاعب كرة قاعدة وسياسي أمريكي، ولد في 13 مارس 1954 في لوتون في الولايات المتحدة. نشط حزبياً في الحزب الديمقراطي. وقد انتخب عضو مجلس ولاية أوكلاهوما ‏.

## وصلات خارجية
- راندي باس على موقع دوري كرة القاعدة الرئيسي (الإنجليزية)
- راندي باس على موقع الدوري الياباني لكرة القاعدة (الإنجليزية)
- راندي باس على موقعبيزبول رفرنس.كوم (الدوري الرئيسي) (الإنجليزية)
- راندي باس على موقعبيزبول رفرنس.كوم (الدوري الثانوي) (الإنجليزية)
- راندي باس على موقع إي إس بي إن.كوم (أم.أل.بي) (الإنجليزية)
- راندي باس على موقع مشجعي الرسوم البيانية (الإنجليزية)